# Aachener Aphasie-Test
Der Aachener Aphasie-Test (AAT) ist ein speziell für die deutsche Sprache entwickeltes Verfahren zur Diagnose von Aphasien infolge erworbener Hirnschädigungen.
Er wurde 1983 von Walter Huber, Klaus Poeck, Dorothea Weniger und Klaus Willmes in Aachen entwickelt.
Der Aachener Aphasie-Test (AAT) dient zur Diagnose und Beschreibung aphasischer Störungen und kann für Aphasiker aller Ätiologien für die folgende logopädische Behandlung verwendet werden. Bei diesem Verfahren werden, vor allem durch das Testen der Spontansprache, alle sprachlichen Ebenen verlässlich überprüft.
Es wird versucht sprachliche Störungen beim Nachsprechen, beim Lesen und Schreiben, beim Benennen und im Sprachverständnis verlässlich zu identifizieren.

## Anwendungsbereich und Ziel
Bei der routinemäßigen klinischen Untersuchung von Hirntumor-Patienten besteht die Gefahr, dass aphasische Störungen übersehen werden. Um das Vorkommen solcher Störungen systematisch zu erfassen, wurde unter anderem der AAT entwickelt.
Nach dem AAT erwiesen sich 50 % der Patienten mit linksseitigen und 36 % der Patienten mit rechtsseitigen Hirntumoren als sprachlich auffällig.
Der AAT bietet mehrere Möglichkeiten für eine Diagnose.
Dazu gehören:
- Differentialdiagnose: Dadurch trifft man eine Auslese von aphasischen Patienten aus einer Population von Patienten mit neuronalen Schädigungen ohne Aphasie;
- Eine Differenzierung der aphasischen Patienten in die vier aphasischen Standardsyndrome. Diese werden als Globale Aphasie, Broca-Aphasie, Wernicke-Aphasie und amnestische Aphasie benannt;
- Die Identifizierung von Nicht-Standard-Aphasien und anderen Sprachstörungen;
- Eine Identifizierung von nicht-klassifizierbaren Aphasien;
- Die Bestimmung des Schweregrades der aphasischen Störung anhand eines Leistungsprofils (leicht- mittel-schwer);
- Die Beschreibung der aphasischen Störung auf den verschiedenen sprachlichen Verarbeitungsebenen (Phonologie, Lexikon, Syntax und Semantik);

Der Aachener Aphasie-Test eignet sich sowohl für die einmalige Diagnose und Beschreibung aphasischer Syndrome als auch für die wiederholte Anwendung zur kontrollierten Beobachtung des Krankheitsverlaufs und des Einflusses von Sprachtherapie.
Der AAT kommt in der Regel bei Jugendlichen ab 14 Jahren und Erwachsenen in allen Altersgruppen zum Einsatz.
Die Benutzer des AAT sind Logopäden, klinische Psychologen, klinische Linguisten und Ärzte.
Der Aachener Aphasie-Test wird mittlerweile an vielen Universitätskliniken, in der Ausbildung von Logopäden sowie an allen Rehabilitationskliniken mit Spezialisierung für Aphasien eingesetzt.
Der Test hat mittlerweile auch eine internationale Anerkennung gefunden: Standardisierte italienische und niederländische Fassungen sind publiziert, eine englische und eine französische Version stehen zurzeit in Vorbereitung.

## Durchführung
Die Durchführungsdauer beträgt zirka 60-90 Minuten.
Es ist wichtig, den Test in einem Stück durchzuführen, da sonst das Testergebnis nicht gültig ist. Die Aufgabenstellungen des AAT beginnen mit einem niedrigen Schwierigkeitsgrad und steigern sich von Aufgabe zu Aufgabe.
Die Auswertung erfolgt nach einer Punkteskala.

### Untertests
Der AAT besteht aus sechs Untertests, welche die sprachliche Kompetenz auf allen sprachlichen Ebenen untersuchen und überprüfen. Diese werden immer in der gleichen Reihenfolge angewandt.
Jeder Subtest untersucht eine andere sprachliche Modalität.
1. Spontansprache
Testen von: Kommunikationsverhalten, Artikulation und Prosodie, Automatismen, semantische/phonematische und syntaktische Struktur.
Es wird ein etwa 10 Minuten langes Gespräch zwischen Untersucher und Patient aufgenommen.
Das Gespräch hat die Form eines semistandardisierten Interviews, d. h. der Untersucher stellt gezielte, offen formulierte Fragen, deren Abfolge und ungefährer Wortlaut festgelegt sind.
Die Fragen beziehen sich auf die Krankheit des Patienten, seinen Beruf, die Familie und Freizeitaktivitäten.
Dabei wird unter anderem auf die folgenden Sprachauffälligkeiten geachtet:
Sprachautomatismen, Echolalie, semantische/phonematische Paraphasien, Wiederholungen, Sprechgeschwindigkeit, und Wortfindungsstörungen.
Außerdem wird das generelle Kommunikationsverhalten beurteilt.
2. Token-Test:
Dieser Untertest untersucht und testet das Sprachverständnis, die Aufmerksamkeitleistungen und die allgemeinen kognitiven Leistungen.
Der Token-Test unterscheidet mit großer Sicherheit zwischen aphasischen und nichtaphasischen Hirngeschädigten, er trägt aber nichts zur Klassifikation der einzelnen aphasischen Syndrome bei. Bewertet wird nur, ob die Aufgabe richtig oder falsch gelöst wurde. In der Regel ist der Token-Test ausreichend, um eine aphasische von einer nicht aphasischen Störung zu unterscheiden.
Beispiel: Vor dem Patienten liegen fünf verschiedenfarbige Vierecke. Er wird vom Therapeuten aufgefordert auf ein Viereck mit einer bestimmten Farbe zu zeigen: „Zeigen sie mir das grüne Viereck“.
3. Nachsprechen
von Lauten, einsilbigen Wörtern, Lehn- und Fremdwörtern, zusammengesetzten Wörtern und Sätzen.
Der Test besteht aus diesen fünf Teilen mit je zehn Items. Jedes Item wird vom Untersucher vorgesprochen und darf maximal einmal wiederholt werden. Der Patient soll die Items jeweils nachsprechen, nicht mitsprechen. Außerdem wird jedes dieser Items mit 0–3 Punkten bewertet, wobei 3 für keine Störung und 0  für eine starke Abweichung steht.
4. Schriftsprache:
Testen von:
  - Lautem Lesen (zum Beispiel von Tafeln, auf denen die Wörter bzw. Sätze gedruckt sind). Der Test besteht aus drei Teilen mit jeweils zehn Items.
  - Zusammensetzen nach Diktat:
Mit Hilfe von Buchstaben oder Wortkärtchen soll der Patient die vom Untersucher vorgesprochenen Items zusammensetzen.
Zum Beispiel: S-A-A-L, KAMEL- HAAR- MANTEL, SIE- SCHEINT-TRAURIG- ZU-SEIN
  - Schreiben nach Diktat:
Der Patient soll die vom Untersucher vorgesprochenen Items aufschreiben.
Jedes Item wird mit 0-3 Punkten bewertet, die gleich wie beim Nachsprechen gewichtet sind.
5. Benennen:
...von Objekten, Komposita, Farben, Situationen und Handlungen.
Der Test besteht aus vier Teilen mit jeweils zehn Items. In den ersten drei Teilen sollen Objekte (Strichzeichnungen) bzw. Farben mit einem Wort benannt werden. Im vierten Teil sollen gezeichnete Situationen und Handlungen mit jeweils einem Satz benannt werden.
Diese Items werden wieder mit 0-3 Punkten bewertet.
Der vierte Teil testet die Fähigkeit eine Situation zu beschreiben (Bildkarten, Bildgeschichten).
6. Sprachverständnis:
Der Test ist so aufgebaut, dass die Testperson unter jeweils vier gleichzeitig präsentierten Strichzeichnungen diejenige auswählen muss, die zu dem zuvor vorgelesenen Wort oder Satz passt. So wird das auditive Sprachverständnis und Lesesinnverständnis für Wörter und Sätze überprüft. Die Reaktionen werden nach den folgenden Kriterien mit 0-3 Punkten bewertet:3 – keine Störung, 2 – Wiederholung des Stimulus und Selbstkorrektur, 1 – ein Bild mit sprachlicher Ähnlichkeit zum Zielbild wird gewählt,0 – keine Reaktion oder ein Bild ohne sprachliche Ähnlichkeit zum Stimulus wird ausgewählt.

## Prognose
Mit dem Aachener Aphasie-Test lässt sich ein neurologisch fundierter Nachweis für das Vorliegen einer Aphasie erbringen und eine Syndromklassifikation und Schweregradbestimmung kann durchgeführt werden.
Zur Diagnostik der Störungen sprachlicher Fähigkeiten müssen zunächst aphasische von anderen Störungen differenzialdiagnostisch abgegrenzt werden. Die Bestimmung des anfänglichen Schweregrads hat einen Hauptanteil in der Abschätzung der Prognose.
Zur Optimierung der Vorgehensweise in der Therapie wird empfohlen, mit modellorientierten Untersuchungsverfahren, wie dem LEMO, die Defizite, ebenso wie die erhaltenen Fähigkeiten, genauer zu analysieren.
Die Zielsetzungen der Rehabilitation aphasischer Patienten orientieren sich an den Ergebnissen einer eingehenden Anamnese und kommunikationsorientierter Untersuchungsverfahren.

## Weitere Testverfahren zur Aphasiediagnostik
Neben dem Aachener Aphasie-Test gibt es weitere Verfahren zur Untersuchung bei postakuten und chronischen Aphasien. Zudem gibt es Testverfahren, die speziell für die Akutphase entwickelt und normiert sind. Der AABT ermöglicht eine erste Einschätzung ab Tag 2 der Erkrankung.

Akutphase:
- AABT (Aachener Aphasie-Bedside-Test) von Biniek et al.  1993  (deutsch)
 Er wird bei akuten Aphasien eingesetzt; Dauer: ca. 15-60 Minuten.

- ACL (Aphasie-Check-List) von Kalbe et al. 2002
 Dauer: ca. 30 Minuten
 Ziel dieses Tests ist es, zum einen eine Aphasie überhaupt zu erkennen und nicht einzelne Aphasien voneinander zu unterscheiden, und zum anderen die Leistungen der Patienten durch folgende Tests festzustellen.
  - Reihensprechen
  - Befolgen von Handlungsanweisungen
  - Farb-Figurtest
  - Wortgenerierungsaufgaben
  - Mündliches Benennen
  - Lautes Lesen und Lesesinnverständnis
  - Lautes Lesen: Pseudowörter, Zahlen
  - Auditives Sprachverständnis
  - Schreiben nach Diktat: Wörter, Pseudowörter, Zahlen
  - Nachsprechen: Wörter, Pseudowörter, Zahlen
  - Spontansprache

- AST (Aphasie-Schnelltest):
 Der Schnelltest dient zum Feststellen von sprachlichem Ausdruck und Verstehen (langsames und normales Sprechtempo).